# Phyllotis occidens
Phyllotis occidens — вид ссавців гризунів родини хом'якових (Cricetidae). Це ендемік на захід від Перуанських Анд, де він мешкає на висоті від 200 до 3800 м над рівнем моря. Його природне середовище існування – чагарники. Він був описаний кількома дослідниками з Національного університету Майор де Сан-Маркос.